# 신건호 (1959년)
신건호(申建浩, 1959년 12월 20일 ~ )는 대한민국의 제9대 전라남도 고흥군의원이었다.

## 학력
- 중앙대학교 예술대학 문예창작학과 졸업

## 경력
- 전국 한우협회 광주·전남도 회장
- 한국 농업경영인 고흥군연합 회장
- 한우자조금관리위원회 감사
- 화력발전소 반대 대책위 공동의장
- 고흥군 우주항공축제 추진위 부위원장
- 고흥군 기해생 연합회장
- 고흥군 동강면 청년회장
- 고흥군 동강면 사서마을 이장
- 한우자조금관리위원회 대의원
- 여수·순천 10·19 범국민연대 운영위원
- 민주평화통일자문회의 고흥군 협의회 자문위원
- 2022.07 ~ 2024.07 제9대 전라남도 고흥군의회 의원
- 2022.07 ~ 2024.07 제9대 전라남도 고흥군의회 전반기 의회운영위원회 위원
- 2022.07 ~ 2024.07 제9대 전라남도 고흥군의회 전반기 산업건설위원회 위원
- 2024.07 ~ 2024.07 제9대 전라남도 고흥군의회 후반기 행정자치위원회 위원

## 역대 선거 결과
| 실시년도 | 선거      | 대수 | 직책   | 선거구                  | 정당   | 득표수  | 득표율          | 순위 | 당락 | 비고           |
| -------- | --------- | ---- | ------ | ----------------------- | ------ | ------- | --------------- | ---- | ---- | -------------- |
| 2022년   | 지방 선거 | 9대  | 군의원 | 전남 고흥군 (나 선거구) | 무소속 | 2,297표 | \| \| 31.85% \| | 2위  |      | 초선, 민선 8기 |
|          | 31.85%    |      |        |                         |        |         |                 |      |      |                |